# Hengelo

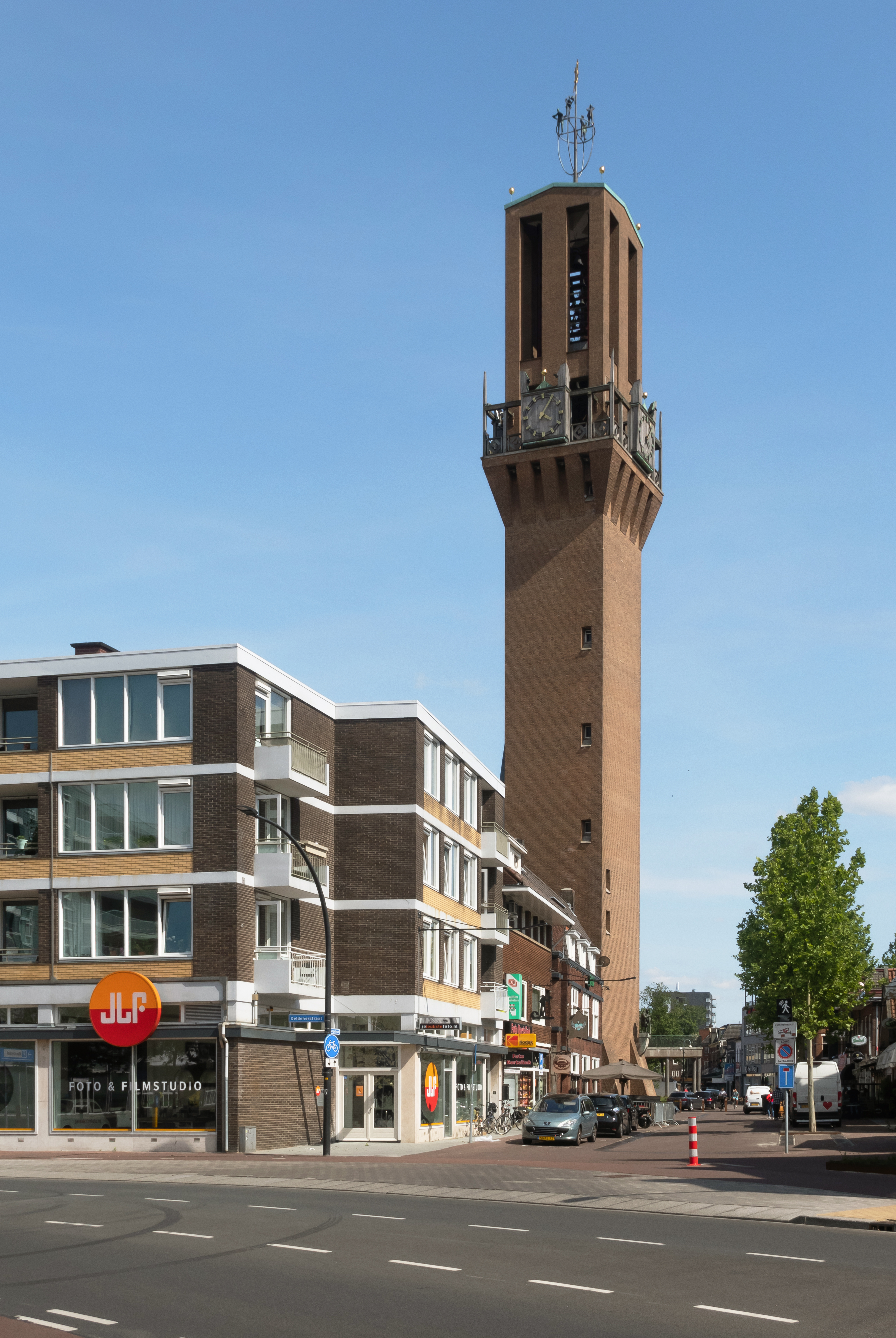
Hengelo, Rathausturm

Hengelo (anhörenⓘ) (nedersaksisch Hengel) ist eine Stadt in der niederländischen Provinz Overijssel, in der Region Twente, etwa 7 Kilometer nordwestlich von Enschede, etwa 10 Kilometer südwestlich von Oldenzaal.
Zur Gemeinde gehören auch die Dörfer Beckum und Oele.

## Geschichte
Um 1800 war Hengelo ein kleines Bauerndorf. Im 19. und der ersten Hälfte des 20. Jahrhunderts siedelten sich hier Industriebetriebe an, was dazu führte, dass Hengelo sich stark entwickelte. Im Zweiten Weltkrieg wurde die Stadt am 17. Oktober 1942 von der Royal Air Force bombardiert. Weitere gezielte, schwere Luftangriffe flogen die Alliierten am 6. und 7. Oktober 1944, damals wurde die Innenstadt vollkommen zerstört. Das Ziel der Angriffe waren Rüstungsbetriebe, die für die deutschen Besatzer produzieren mussten, darunter Hollandse Signaalapparaten, ein Hersteller von Radarsystemen.

## Politik
Im Jahr 2022 gewann die Lokalpartei BurgerBelangen die Kommunalwahl mit 16,35 Prozent der abgegebenen Stimmen und konnte damit sieben der insgesamt 37 Ratssitze auf sich vereinen.

### Gemeinderat
In Hengelo formiert sich der Gemeinderat seit 1982 folgendermaßen:
| Partei                   | Sitze a | Sitze a | Sitze a | Sitze a | Sitze a | Sitze a | Sitze a | Sitze a | Sitze a | Sitze a | Sitze a |
| Partei                   | 1982    | 1986    | 1990    | 1994    | 1998    | 2002    | 2006    | 2010    | 2014    | 2018    | 2022    |
| ------------------------ | ------- | ------- | ------- | ------- | ------- | ------- | ------- | ------- | ------- | ------- | ------- |
| BurgerBelangen           | –       | 1       | 2       | 5       | 4       | 6       | 3       | 4       | 2       | 3       | 7       |
| VVD                      | 7       | 5       | 3       | 3       | 5       | 5       | 4       | 5       | 5       | 6       | 5       |
| SP                       | 0       | 0       | 1       | 2       | 3       | 3       | 5       | 4       | 7       | 5       | 4       |
| CDA                      | 14      | 12      | 13      | 8       | 8       | 10      | 8       | 6       | 6       | 4       | 3       |
| PvdA                     | 9       | 13      | 10      | 6       | 9       | 7       | 11      | 6       | 4       | 2       | 3       |
| GroenLinks               | –       | –       | 1       | 3       | 3       | 4       | 3       | 3       | 1       | 2       | 3       |
| D66                      | 2       | 2       | 4       | 4       | 1       | 1       | 0       | 3       | 4       | 3       | 3       |
| LokaalHengelo            | –       | –       | –       | –       | –       | –       | –       | –       | –       | 3       | 2       |
| Pro Hengelo b            |         |         |         |         |         |         | 2       | 5       | 7       | 6       | 2       |
| PVV                      | –       | –       | –       | –       | –       | –       | –       | –       | –       | 2       | 2       |
| Hengelose Burgers (VPOR) | –       | –       | –       | –       | –       | –       | –       | –       | –       | –       | 1       |
| ChristenUnie             | –       | –       | –       | –       | –       | 1       | 1       | 1       | 1       | 1       | 1       |
| FvD                      | –       | –       | –       | –       | –       | –       | –       | –       | –       | –       | 1       |
| Unie 55+                 | –       | –       | –       | 3       | 1       | –       | –       | –       | –       | –       | –       |
| Algemeen Ouderen Verbond | –       | –       | –       | –       | 1       | –       | –       | –       | –       | –       | –       |
| GPV                      | 0       | 0       | 1       | 1       | 1       | –       | –       | –       | –       | –       | –       |
| RPF                      | 0       | 0       | 1       | 1       | 1       | –       | –       | –       | –       | –       | –       |
| PPR                      | 2       | 2       | –       | –       | –       | –       | –       | –       | –       | –       | –       |
| PSP                      | 2       | 2       | –       | –       | –       | –       | –       | –       | –       | –       | –       |
| CPN                      | 1       | 2       | –       | –       | –       | –       | –       | –       | –       | –       | –       |
| Gesamt                   | 35      | 35      | 35      | 35      | 35      | 37      | 37      | 37      | 37      | 37      | 37      |

Anmerkungen

### Wappen
Blasonierung: „In Blau ein silberner Wellenschrägbalken, vorne begleitet von einer schräg gestellten Sense, gekreuzt mit einem linksschrägen Dreschflegel und belegt mit einer goldenen Korngarbe, hinten von einem goldenen Bienenkorb in einem Schwarm von neun goldenen Bienen.“
Nach der Entscheidung im Gemeinderat zum Führen eines eigenen Gemeindewappens im Jahre 1868 wurde der Entwurf des Gemeindearchitekten am 1. April 1870 durch königlichen Beschluss angenommen.

## Wirtschaft und Infrastruktur

### Verkehr

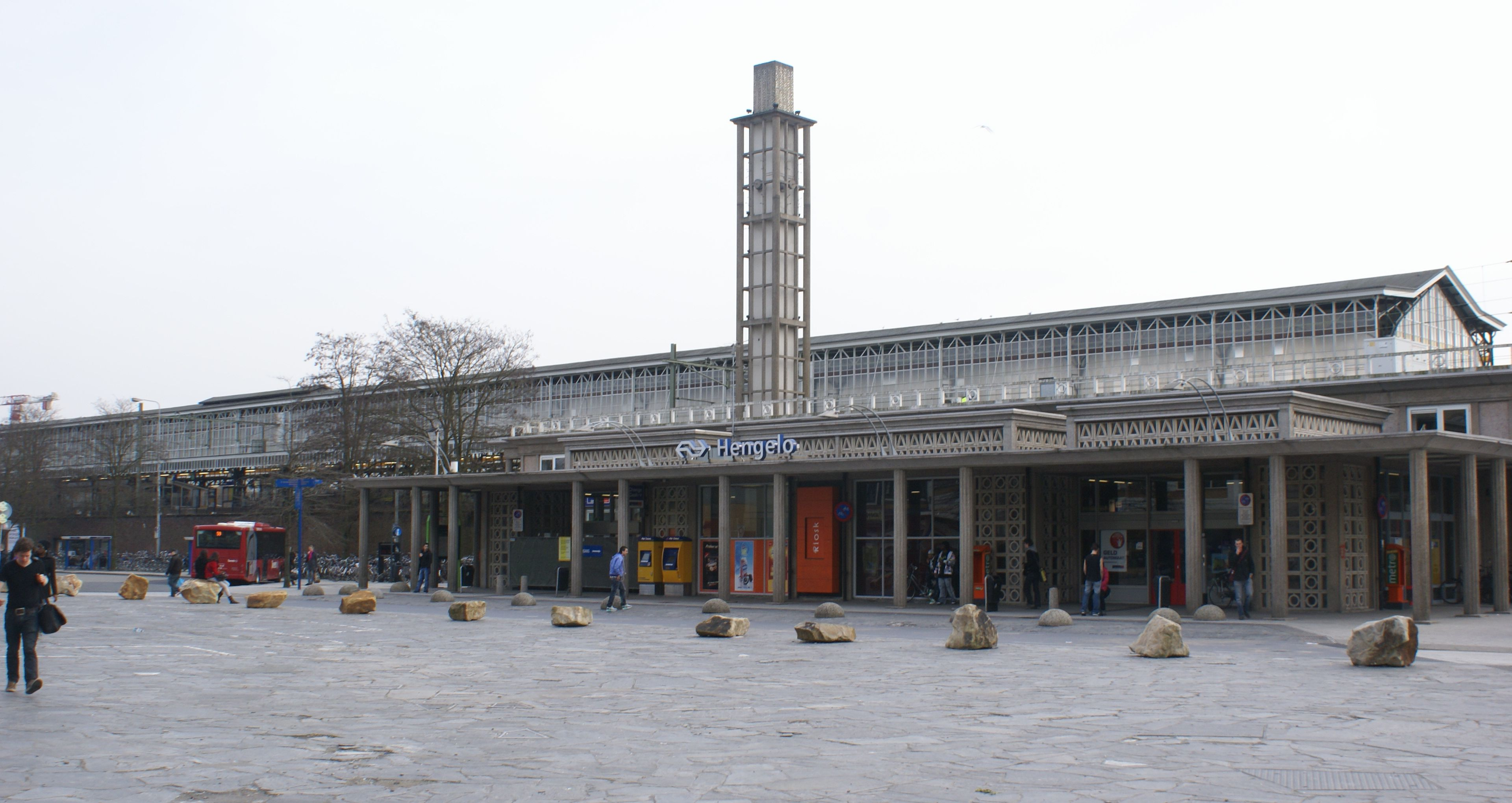
Bahnhofsgebäude Hengelo

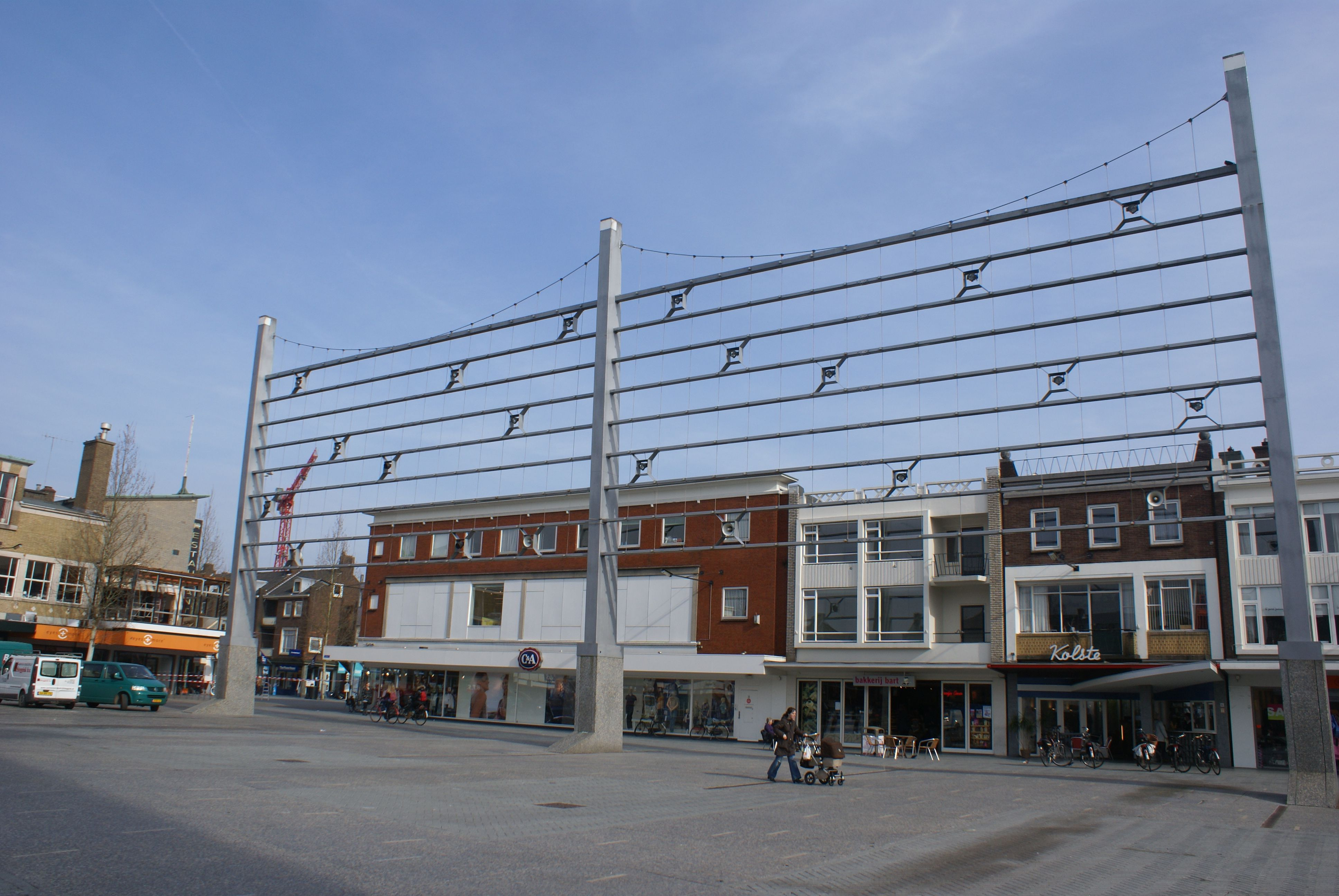
Marktplatz von Hengelo

Der Bahnhof Hengelo liegt an der Bahnstrecke Almelo–Salzbergen und der Bahnstrecke Zutphen–Glanerbeek. Die Haupteisenbahnstrecke verläuft Amsterdam – Deventer – Bad Bentheim – Rheine – Osnabrück – Berlin. Von 2010 bis 2013 war Hengelo im Schienennahverkehr über den Grensland Express mit Bad Bentheim und Enschede verbunden. Seit Januar 2018 wird Hengelo mit der RB 61 (Eurobahn) von Bielefeld über Bad Bentheim wieder durch den deutschen Regionalverkehr bedient. Hengelo liegt an den Autobahnen A1/Europastraße 30 und A35. Die Stadt hat ferner einen Hafen am Twentekanaal.

### Ansässige Unternehmen

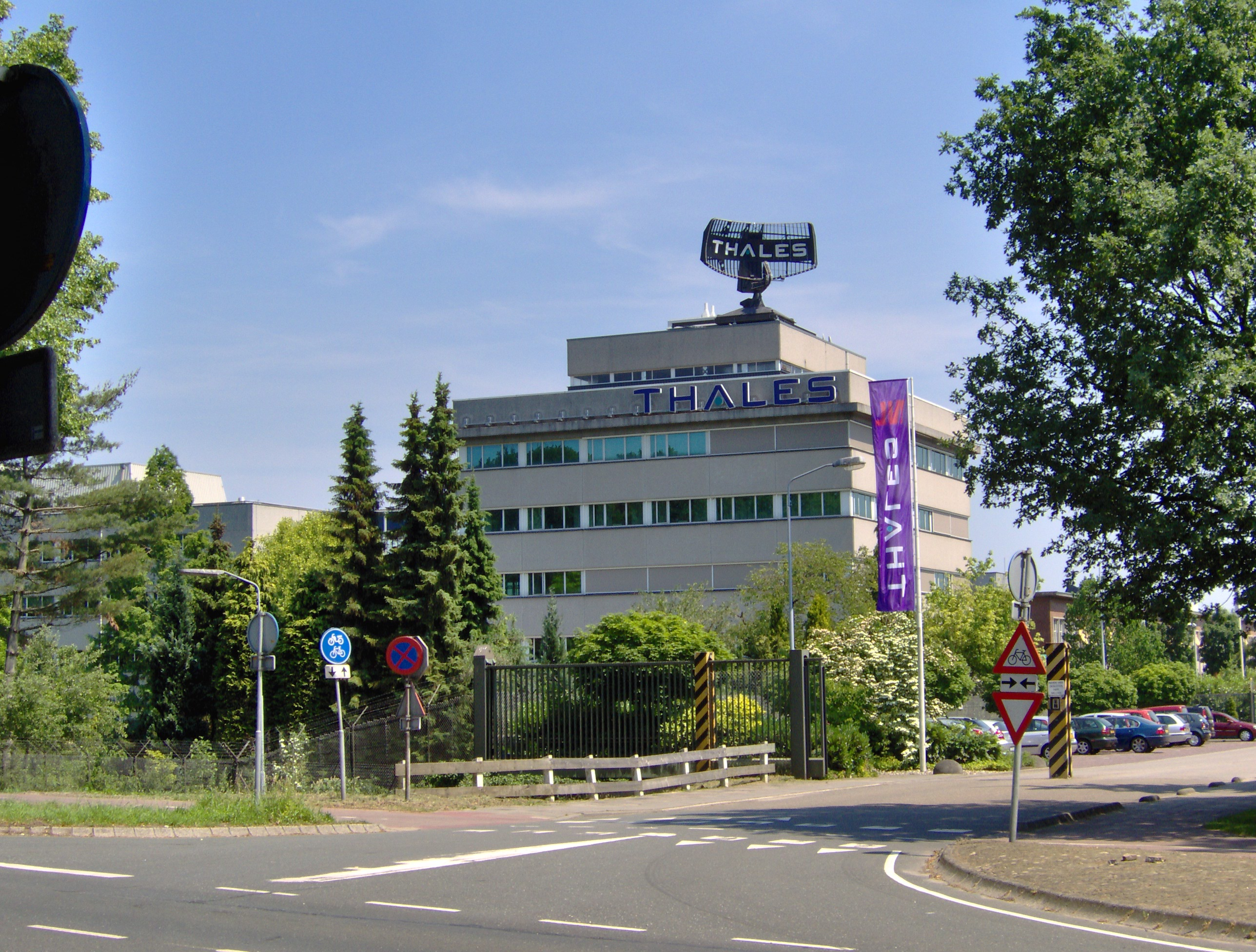
Ehemaliges Thales-Gebäude in Hengelo

Hengelo ist eine für die Region wichtige Industriestadt.
In der näheren Umgebung wird Kochsalz gewonnen, das hier von Akzo Nobel industriell verarbeitet wird. Seit 1859 gibt es in Hengelo die große Maschinenfabrik Stork. Die frühere Demag-Verdichtertechniksparte am Standort Hengelo wurde 2001 in Siemens-Bereich „Power“ eingegliedert. Ein Produktionsstandort der R.-Stahl-Unternehmensgruppe befindet sich ebenfalls in Hengelo, ebenso die niederländische Niederlassung DELTA BLOC Nederland der MABA Gruppe. In Hengelo befindet sich der Hauptsitz von Thales Nederland.
Hengelo ist darüber hinaus Sitz der Brauerei Huttenkloas.

### Öffentliche Einrichtungen
Der Freizeitpark De Waarbeek mit der Achterbahn Rodelbaan, einem kleinen See zum Schwimmen, Surfen usw. liegt im Hengeloer Stadtgebiet.

### Bildung
Hengelo war Sitz der Hogeschool (Pädagogische Hochschule) Edith Stein.

## Sport
Im Fanny-Blankers-Koen-Stadion finden seit 1981 die FBK-Games statt, ein international bedeutendes Leichtathletik-Meeting, das nach der Rekordläuferin Fanny Blankers-Koen benannt ist.

## Persönlichkeiten

### Söhne und Töchter der Stadt
- Jan Boeke (1874–1956), Anatom
- Herman Krebbers (1923–2018), Violinist und Violinpädagoge
- Jet Dubbeldam (1930–2018), Organistin und Musikpädagogin
- Jacqueline de Jong (1939–2024), Künstlerin
- Hans Achterhuis (* 1942), Philosoph und Professor für angewandte Philosophie
- Evert Strobos (* 1943), Bildhauer
- Fra Paalman (1945–2020), Künstler und Grafikdesigner
- Henk Kamp (* 1952), Politiker der Volkspartij voor Vrijheid en Democratie
- Peter van Merksteijn sen. (* 1956), Rennfahrer
- Rienk Vermij (* 1957), Wissenschaftshistoriker
- Annemiek Punt (* 1959), Glaskünstlerin und Malerin
- Mirjam Oldenhave (* 1960), Schauspielerin, Musiktherapeutin und Kinderbuchautorin
- Josephine Bosma (* 1962), Kunstkritikerin und Radiojournalistin
- Heleen Mees (* 1968), Ökonomin, Publizistin und Juristin
- Sander Mulder (* 1969), Beachvolleyballspieler
- Folke Nauta (1973–2023), Pianist
- Kirsten Vlieghuis (* 1976), Schwimmerin
- Niels Oude Kamphuis (* 1977), Fußballspieler
- Joost Posthuma (* 1981), Radrennfahrer
- Danny J. Masseling (* 1981), DJ und Musiker
- Peter van Merksteijn jun. (* 1982), Rallyefahrer
- Tom Prinsen (* 1982), Eisschnellläufer
- Jorien Voorhuis (* 1984), Eisschnellläuferin
- Pelle Boevink (* 1998), Fußballspieler
- Zeki Erkılınç (* 1998), Fußballspieler
- Florien Reesink (* 1998), Volleyballspielerin
- Pipy Wolfs (* 2002), Handballspielerin
- Wieke Kaptein (* 2005), Fußballspielerin

### Personen, die in der Stadt gewirkt haben
- Willem Ripperda (1600–1669), Herr von Hengelo, Gesandter der niederländischen Generalstaaten bei den Friedensverhandlungen zum Westfälischen Frieden
- Piet Blom (1934–1999), niederländischer Architekt, bekannt für sein Projekt De Kasbah in Hengelo (1969–1973)
- Kuno Stierlin (1886–1967), Musikdirektor, Komponist und Pianist, dirigierte von 1923 bis 1939 die Oratorienvereinigung in Hengelo